# Sphagnum lankesteri
Sphagnum lankesteri är en bladmossart som beskrevs av H. Crum 1984. Sphagnum lankesteri ingår i släktet vitmossor, och familjen Sphagnaceae. Inga underarter finns listade i Catalogue of Life.